# 尤柳·博多拉
尤柳·博多拉（羅馬尼亞語：Iuliu Bodola，1912年2月26日—1993年3月12日），匈牙利语名博多洛·久洛（匈牙利語：Bodola Gyula），匈牙利、罗马尼亚男子足球运动员，司职前锋。他曾代表罗马尼亚国家队参加1934年和1938年国际足联世界杯。